# Abbeanum

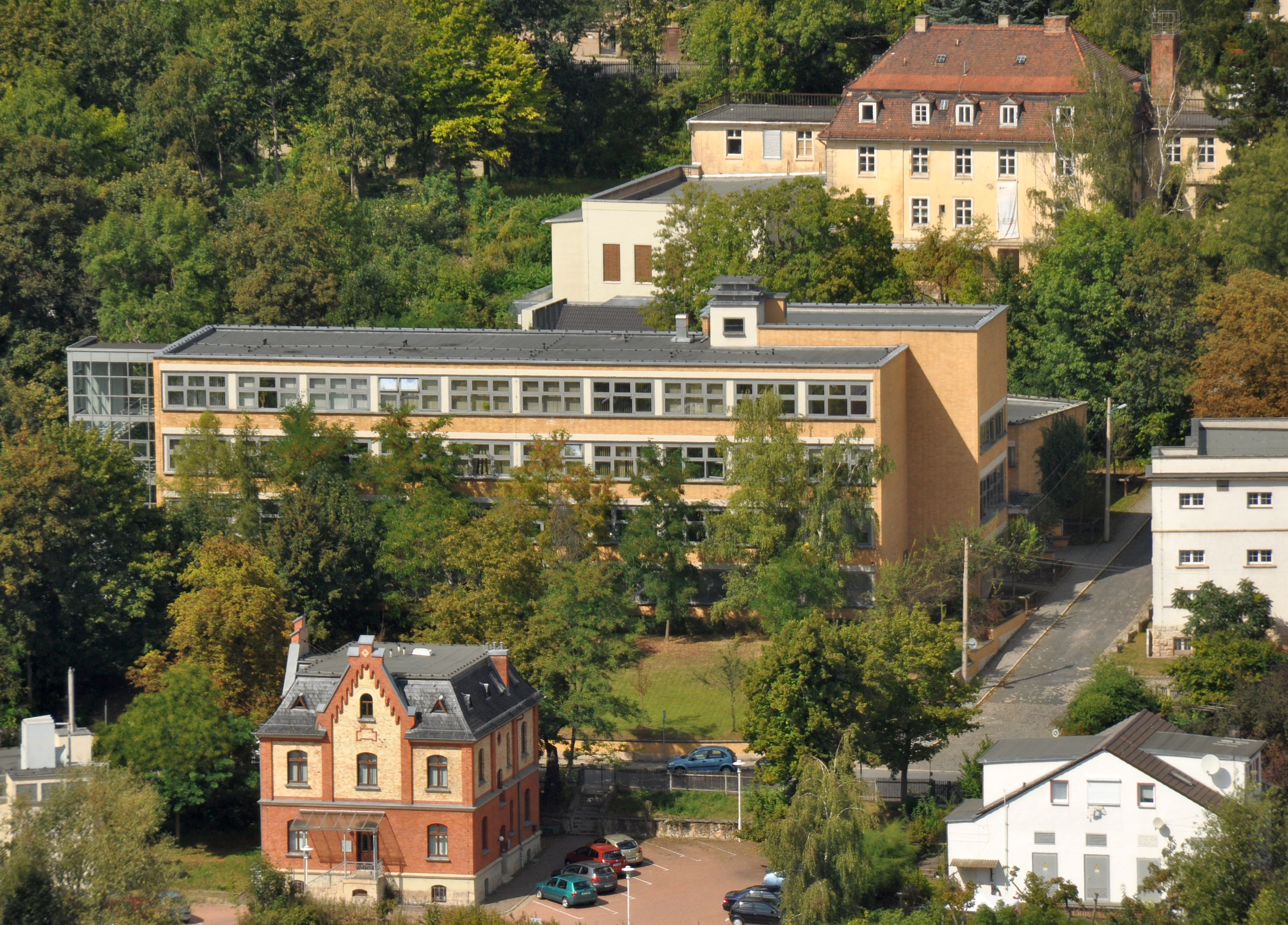
Abbeanum in Jena

Das Abbeanum ist ein Lehr- und Forschungsgebäude der Friedrich-Schiller-Universität Jena. Es wurde 1929 bis 1930 aus Mitteln der von Ernst Abbe gegründeten Carl Zeiss-Stiftung im Bauhausstil gebaut. Als Architekt konnte der ehemalige Bauhausschüler Professor Ernst Neufert gewonnen werden. Zum damaligen Zeitpunkt wurde das Gebäude durch das Optische Institut und das Institut für Angewandte Mathematik genutzt.
Der Institutsflügel des Abbeanum wurde bei den amerikanischen Bombenangriffen 1945 stark beschädigt und bis 1951 wieder aufgebaut.
Derzeit beherbergt das 1993 bis 1995 rekonstruierte Abbeanum das Institut für Angewandte Optik, das Theoretisch-Physikalische Institut und die Festkörpertheorie des Institutes für Festkörpertheorie und -optik der Physikalisch-Astronomischen Fakultät der Friedrich-Schiller-Universität Jena. Darüber hinaus finden auch Lehrveranstaltungen der Fakultät für Mathematik und Informatik statt.